# Джафаров, Зубер Гаджиевич
Зубер Гаджиевич Джафаров (род. 12 февраля 1959, Новый Афон) — советский и российский тренер по боксу. Тренер-преподаватель ФГУ «ЦСП», тренер сборных команд Дагестана и России, личный тренер таких титулованных российских боксёров как Тимур Гайдалов, Магомед Омаров, Магомед Абдулхамидов, Вадим Мусаев и др. Заслуженный тренер России (1993).

## Биография
Зубер Джафаров родился 12 февраля 1959 года в городе Новый Афон Абхазской АССР.
Начиная с 1993 года занимает должность главного тренера Республики Дагестан по боксу. В течение многих лет работает тренером по боксу в Федеральном государственном учреждении «Центр спортивной подготовки сборных команд России» в городе Каспийске. Старший тренер мужской сборной команды России по боксу.
За долгие годы тренерской деятельности подготовил многих титулованных боксёров, добившихся успеха на международной арене. В числе наиболее известных подопечных Джафарова — чемпион Европы, серебряный призёр чемпионата мира, заслуженный мастер спорта Тимур Гайдалов; чемпион Европы, мастер спорта международного класса Магомед Омаров; участник летних Олимпийских игр в Лондоне Магомед Абдулхамидов; бронзовый призёр чемпионата Европы Гусейн Курбанов, известные профессиональные боксёры Вислан Далхаев и Хабиб Аллахвердиев; мастера спорта А. Гасанов, Гаирбек Гермаханов и др.
За выдающиеся достижения на тренерском поприще в 1993 году Зубер Джафаров был удостоен почётного звания «Заслуженный тренер России».
В 2001 году награждён медалью ордена «За заслуги перед Отечеством» II степени.
Имеет высшее образование, в 2006 году окончил Дагестанский государственный педагогический университет.